# Cunha Alta
Cunha Alta is een plaats (freguesia) in de Portugese gemeente Mangualde en telt 211 inwoners (2001).